# Station Whitwell
Whitwell is een spoorwegstation van National Rail in Whitwell, Bolsover in Engeland. Het station is eigendom van Network Rail en wordt beheerd door East Midlands Railway. Het station is geopend in 1998.